# Alboscia elongata
Alboscia elongata is een pissebed uit de familie Philosciidae. De wetenschappelijke naam van de soort is voor het eerst geldig gepubliceerd in 1995 door Schultz.